# Gymnoscelis tripartita
Gymnoscelis tripartita là một loài bướm đêm trong họ Geometridae.